# Stieneke van der Graaf
Stieneke Jannieta Femmelien van der Graaf (Zwartsluis, 7 oktober 1984) is een Nederlands juriste, politica en bestuurster. Ze is lid van de ChristenUnie. Sinds 7 mei 2025 is ze waarnemend burgemeester van Weststellingwerf. Ze was Tweede Kamerlid (2017–2019, 2019–2021 en 2022–2023) en Statenlid van Groningen (2007–2017).

## Maatschappelijk leven

### Opleiding
Van der Graaf heeft Internationaal en Europees recht gestudeerd aan de Rijksuniversiteit Groningen en heeft in 2012 de Leergang Buitenlandse Betrekkingen gevolgd aan het Instituut Clingendael. In 2013 volgde zij een cursus Franse taal en Franse cultuur aan de Universiteit van Genève.

### Loopbaan
Van der Graaf was in 2008 onderzoeker bij het Kenniscentrum Europa decentraal en in 2009 student-assistent Europees Recht aan de Rijksuniversiteit Groningen. In 2010 liep zij stage bij de Nederlandse Permanente Vertegenwoordiging van de Mensenrechtenraad van de Verenigde Naties in Genève. Van 2009 tot 2012 was zij medewerker bij de Nederlandse Vereniging voor Energierecht (NeVER). In 2012 was zij postdoc bij het Instituut Clingendael. Van 2016 tot 2017 was zij juridisch adviseur bij Capital Tool Company. Van 2016 tot 2018 was zij bestuurslid van Stichting De Verre Naasten.
In 2015 werd Van der Graaf lid van de vertrouwenscommissie van de predikant bij de plaatselijke gemeente. In 2024 werd ze lid van de raad van toezicht van ZOA. Daarnaast werd ze ook strategisch adviseur voor ondernemingen, bedrijvennetwerken en ngo's op het gebied van mensenrechten en ondernemen. Verder werd ze adviseur in het voorbereidingstraject van Oekraïne met het oog op EU-toetreding via de Deutsche Gesellschaft für Internationale Zusammenarbeit (GIZ) en vrijwilliger bij het Straatpastoraat de Open Hof in Groningen voor dak- en thuisloze mensen.

### Privéleven
Van der Graaf trouwde in 2011 en kreeg in 2019 en 2021 twee dochters. Haar moeder was Statenlid van Overijssel namens de ChristenUnie.

## Politiek leven

### Statenlid
Van der Graaf was van 15 maart 2007 tot 31 oktober 2017 namens de ChristenUnie Statenlid van Groningen. Vanaf 2013 was zij lid van het partijbestuur van de ECPM. Vanaf 2013 was zij fractievoorzitter van de Groningse ChristenUnie-fractie. Ze stond op de 4e plek van de gecombineerde kandidatenlijst van ChristenUnie-SGP voor de Europese Parlementsverkiezingen in 2014.

### Tweede Kamerlid

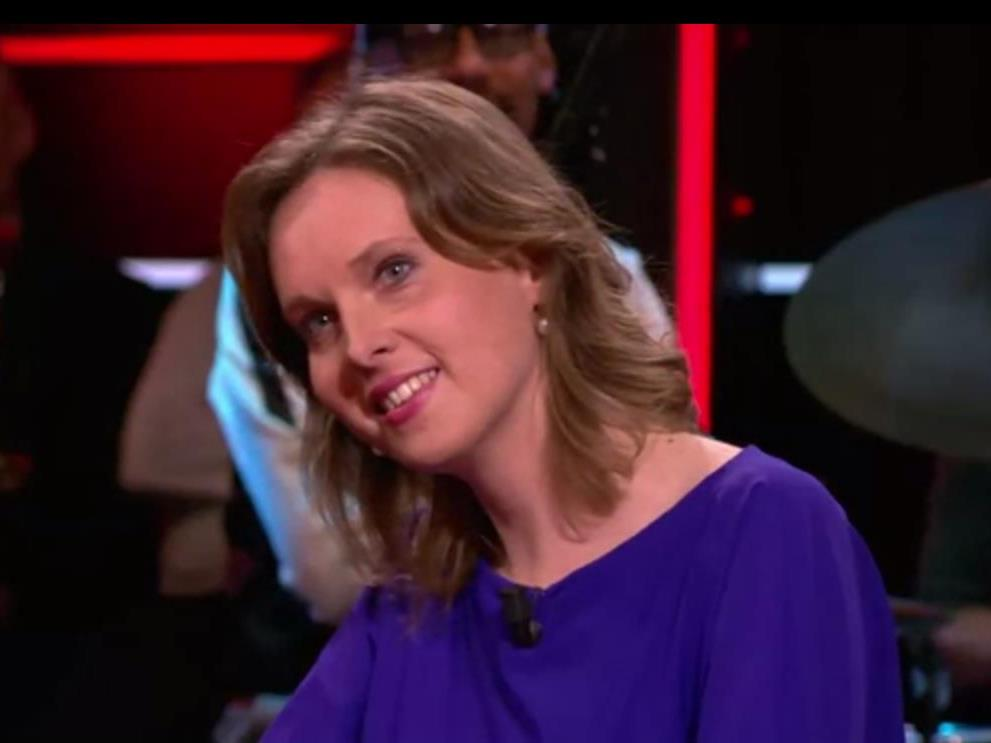
Van der Graaf (2017) bij DWDD

Van der Graaf werd op 31 oktober 2017 beëdigd als lid van de Tweede Kamer, na de vrijgekomen positie van de tot minister benoemde Carola Schouten. Van 26 maart 2019 tot 16 juli 2019 werd zij vanwege zwangerschaps- en bevallingsverlof vervangen door Nico Drost. Van der Graaf hield in januari 2020 een pleidooi voor een drugsvrije samenleving. In september 2020 werd zij gekozen als ondervoorzitter van een tijdelijke commissie die de parlementaire enquête over de aardgaswinning in Groningen voorbereidde.
Van der Graaf had in deze periode namens de ChristenUnie-fractie in haar portefeuille Regio (LNV), Infrastructuur (I&W), Binnenlandse Zaken en Koninkrijksrelaties (minus wonen & ruimtelijke ordening), Justitie & Veiligheid (minus mensenhandel & migratie), Europa en Media. Zij stemde op 26 oktober 2020 per ongeluk voor een motie van Geert Wilders voor structurele salarisverhoging voor het zorgpersoneel, waardoor de motie werd aangenomen. De motie was in de maanden daarvoor meerdere keren door de oppositie ingediend, maar steeds weggestemd. De regering gaf overigens aan de motie niet uit te zullen voeren.
Van der Graaf stond op de zesde plek van de kandidatenlijst van ChristenUnie voor de Tweede Kamerverkiezingen in 2021, wat niet voldoende was om terug te keren in de Kamer. Op 30 maart 2021 nam zij afscheid van de Tweede Kamer. Bij haar afscheid van de Tweede Kamer in 2021 werd Van der Graaf benoemd tot ridder in de Orde van Oranje-Nassau. Op 18 januari 2022 werd zij wederom Tweede Kamerlid als opvolger van Carola Schouten die benoemd werd als minister in het kabinet-Rutte IV. Ze was lid van de Parlementaire enquêtecommissie aardgaswinning Groningen. Namens de ChristenUnie-fractie was zij woordvoerder Wetenschap (OCW), Cultuur en Media (OCW), Economie & Innovatie (EZK), Infrastructuur en Waterstaat, Binnenlandse Zaken (m.u.v. volkshuisvesting en ruimtelijke ordening), Buitenlandse handel en Ontwikkelingssamenwerking en Europa.
Op 20 september 2023 werd bekend dat honderden partijleden alsmede de jongerenafdeling PerspectieF bezwaar hadden gemaakt tegen de vrijwel zeker onverkiesbare negende plek van Van der Graaf op de conceptkandidatenlijst voor de Tweede Kamerverkiezingen van 22 november 2023 en het partijbestuur hadden verzocht haar naar de vijfde plaats te verplaatsen. Van deze verplaatsing is het niet gekomen; op de definitieve lijst stond ze nog steeds op nummer 9. Op 5 december 2023 nam zij afscheid van de Tweede Kamer.

### Waarnemend burgemeester
Op 7 mei 2025 werd Van der Graaf waarnemend burgemeester van Weststellingwerf. Ze kreeg er bestuur & bestuursorganen, openbare orde & veiligheid, lobby & acquisitie, OWO samenwerking, communicatie, lokale media, automatisering & (documentaire) informatievoorziening, juridische zaken, informatieveiligheid & privacy, inclusie, veteranen, dienstverlening, bedrijfsvoering en personeel & organisatie in haar portefeuille. Namens Weststellingwerf werd ze algemeen bestuurslid van de Veiligheidsregio Fryslân en de samenwerkingsverband P10 en lid van de Regio Deal Zuidoost Friesland en OWO.
- Parlement.com: vk8fcx4kikzs